# Andrzej Borucki
Andrzej Borucki (ur. 2 stycznia 1953 w Krakowie zm. 11 lutego 2018) – szopkarz krakowski, geodeta. 

## Życiorys
W konkursie szopek krakowskich brał udział od 1982 roku; w około 20 konkursach zdobył wiele nagród II i wyróżnień. Specjalizował się w szopkach dużych i średnich. Wykonał ponad 45 szopek. Szopki Andrzeja Boruckiego znajdują się w kolekcji Muzeum Historycznego Miasta Krakowa i były wielokrotnie prezentowane na krajowych i zagranicznych wystawach. Jego dzieła znajdują się w publicznych i prywatnych zbiorach m.in. w Stanach Zjednoczonych, Japonii, Włoszech, Gruzji, Holandii i Niemczech. Z zawodu był geodetą.